# Puntate di Mogli assassine
Questa è la lista delle puntate del documentario Mogli assassine.
Negli Stati Uniti, il documentario è andato in onda dal 23 novembre 2012 al 20 gennaio 2017 su Investigation Discovery.
In Italia, è andato in onda su Nove e Real Time.

## Stagioni
| Stagione         | Episodi | Prima TV USA |
| ---------------- | ------- | ------------ |
| Prima stagione   | 6       | 2012         |
| Seconda stagione | 8       | 2013-2014    |
| Terza stagione   | 10      | 2014-2015    |
| Quarta stagione  | 8       | 2015-2016    |
| Quinta stagione  | 8       | 2016-2017    |

## Episodi

### Stagione 1 (2012)
| n° | Titolo originale                  | Titolo italiano   | Prima TV USA     |
| -- | --------------------------------- | ----------------- | ---------------- |
| 1  | The Beefcake and the Beauty Queen | Jamie Czerniawski | 23 novembre 2012 |
| 2  | Fourth Time's A Charm             | Donna Cobb        | 30 novembre 2012 |
| 3  | The Scorned Socialite             | Nancy Anderson    | 7 dicembre 2012  |
| 4  | Stripped to the Bone              | Crystal Mangum    | 17 dicembre 2012 |
| 5  | Pills, Poison and Payback         | Sarah Saunders    | 21 dicembre 2012 |
| 6  | Lonely and Lethal                 | Lori McLuckie     | 30 dicembre 2012 |

### Stagione 2 (2013-2014)
| n° | Titolo originale                  | Titolo italiano                | Prima TV USA     |
| -- | --------------------------------- | ------------------------------ | ---------------- |
| 1  | Dangerous Devotion                | Devozioni pericolose           | 29 novembre 2013 |
| 2  | Silent Secrets                    | Segreti silenziosi             | 6 dicembre 2013  |
| 3  | The Serial Playboy                | Il playboy seriale             | 13 dicembre 2013 |
| 4  | Demons, Drugs and Darkness        | Demoni, droga e oscurità       | 20 dicembre 2013 |
| 5  | Can't Buy Me Love                 | Non puoi comprare il mio amore | 27 dicembre 2013 |
| 6  | When a Biker Comes to Bible Study | Studi biblici                  | 3 gennaio 2014   |
| 7  | The Blues and Blades Don't Mix    | Bues e morte                   | 10 gennaio 2014  |
| 8  | Love is a Gamble                  | L'amore è una scomessa         | 17 gennaio 2014  |

### Stagione 3 (2014-2015)
| n° | Titolo originale          | Titolo italiano         | Prima TV USA     |
| -- | ------------------------- | ----------------------- | ---------------- |
| 1  | Living the High Life      | La bella vita           | 29 novembre 2014 |
| 2  | The Politics of Love      | Le politiche dell'amore | 6 dicembre 2014  |
| 3  | The Sexual Misfit         | Mistificazione sessuale | 13 dicembre 2014 |
| 4  | The 26 Year War           | Guerra infinita         | 20 dicembre 2014 |
| 5  | Battlefield of Love       | Battaglia d'amore       | 27 dicembre 2014 |
| 6  | Stranger In My House      | Un estraneo in casa     | 2 gennaio 2015   |
| 7  | Mama's Little Princess    | La principessa di mamma | 9 gennaio 2015   |
| 8  | Army of Lovers            | Esercito di amanti      | 16 gennaio 2015  |
| 9  | Can't Let Go              | Non puoi andare         | 23 gennaio 2015  |
| 10 | The Ecstasy and the Agony | Estasi e agonia         | 30 gennaio 2015  |

### Stagione 4 (2015-2016)
| n° | Titolo originale            | Titolo italiano                   | Prima TV USA     |
| -- | --------------------------- | --------------------------------- | ---------------- |
| 1  | You're Going to Die Tonight | Morirai                           | 27 novembre 2015 |
| 2  | Born This Way               | Nata in questo modo               | 4 dicembre 2015  |
| 3  | Love Is My Drug             |                                   | 11 dicembre 2015 |
| 4  | Romance on the Open Road    | Romantico                         | 18 dicembre 2015 |
| 5  | Sin City Secrets            | I segreti della città del peccato | 1 gennaio 2016   |
| 6  | The Quiet Storm             | La tempesta calma                 | 8 gennaio 2016   |
| 7  | Out on a Limb               | Abusi                             | 15 gennaio 2016  |
| 8  | Family Ties                 | Legami familiari                  | 22 gennaio 2016  |

### Stagione 5 (2016-2017)
| n° | Titolo originale   | Titolo italiano | Prima TV USA     |
| -- | ------------------ | --------------- | ---------------- |
| 1  | Now We're Even     | Flora Williams  | 25 novembre 2016 |
| 2  | I Slay             |                 | 2 dicembre 2016  |
| 3  | Addicted to Love   |                 | 9 dicembre 2016  |
| 4  | Not My Cup of Tea  |                 | 16 dicembre 2016 |
| 5  | Southern Spirits   | Spiriti del sud | 30 dicembre 2016 |
| 6  | Perils of Paranoia |                 | 6 gennaio 2017   |
| 7  | Shear Rage         |                 | 13 gennaio 2017  |
| 8  | Poetic Justice     |                 | 20 gennaio 2017  |